# Giovanni Battista Lantana
Giovanni Battista Lantana (Brescia, 1573 – Brescia, 26 febbraio 1627) è stato un architetto italiano.

## Biografia

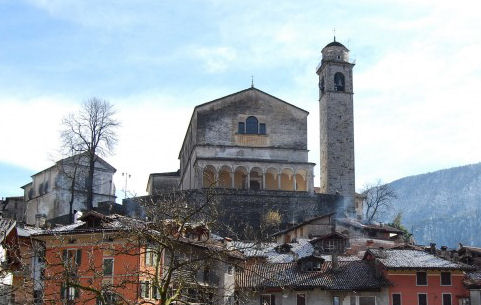
La chiesa di San Giorgio a Bagolino

Bresciano, la famiglia Lantana infatti risulta nell'elenco d'estimo cittadino del 1517. Il padre Andrea abitava in una casa presso la località di 
San Benedetto. 
Forse familiare di Annibale Lantana, altro architetto nominato "sovrastante alla fabbrica delle mura" nel 1604, quindi coevo di Giovanni Battista Lantana. 
Giovanni Battista Lantana affronta nel 1603, poco più che ventenne, l'arduo incarico di progettare nientemeno che il Duomo nuovo.
Ma la sua attività professionale non si limita alla costruzione del Duomo nuovo, peraltro gravosa. 
Abbiamo riscontro di altri impegni:
- 1º marzo 1602: redazione della perizia "Misura et estimo della fabrica del Sacro Monte Di Pietà" su incarico comunale. La perizia serviva, con ogni probabilità, a risolvere una richiesta di indennizzo da parte delle maestranze per maggiori oneri subiti durante l'esecuzione dei lavori.
- Agosto 1602:sono documentati alcuni pagamenti all'architetto Lantana, forse per la perizia di parte del marzo precedente.
- 1604-1606: svolge varie perizie per la sistemazione di opere d'arte nella chiesa di Santa Maria della Carità in Via dei Musei.[2]
- 3 gennaio 1607: in qualità di soprastante, contabilizza il materiale da costruzione (73 carri di pietre e 486 staia di calcina) trasportato in Piazza Delle Pescherie Nuove (dove oggi sorge Piazza Della Vittoria), per erigervi alcuni edifici e poi utilizzato in altri cantieri pubblici.
- ?: in data ignota svolge una perizia estimativa del fabbricato Chizzola, (Contrada S. Croce, oggi Via Moretto 12) in sede di acquisto da parte di Mons. Aurelio Averoldi, vescovo di Castellaneta.

Dal 1624 alla morte, si occupa della costruzione della Chiesa di San Giorgio di Bagolino, opera che verrà ultimata nel 1632 e che quindi non vedrà mai completata.
Nel 1625 si occupa della costruzione di un forte a Tirano su incarico dei comandi militari Veneziani e Francesi. 
Ritorna in patria nel Giugno del 1626, per poi morirvi il 26 febbraio 1627.
A Giovanni Battista Lantana è stata attribuita (per i caratteri grafici) una planimetria del Broletto, conservata presso l'Archivio di Stato di Brescia.
La chiesa Parrocchiale di San Faustino a Sarezzo è attribuita al Lantana. La chiesa, di architettura secentesca, è ricostruzione di un edificio precedente descritto nel 1528 dal vescovo Dolfin in visita pastorale. 
Purtroppo non si conoscono, ad oggi, dati documentati che possano effettivamente confermare che la chiesa sia opera del Lantana.

## Il Duomo Nuovo
Il 24 maggio 1603 la Congregazione dà l'incarico all'intagliatore Giò Battista Lancini di realizzare un modello in legno della costruzione "su disegno dell'ingegnero Giovanni Battista Lantana".
Il modello viene esaminato dall'architetto milanese Lelio Buzzo e da Pier Maria Bagnadore, che, pur suggerendo alcune modifiche migliorative, trovano quanto proposto dal Lantana come "Buonissima Architettura Ecclesiastica".
Le difficoltà dei lavori e il lungo tempo impiegato per portarli a termine nonché la direzione del cantiere affidata a vari architetti, portarono in fase esecutiva varianti sostanziali rispetto al progetto iniziale.
Giovanni Battista Lantana è nominato "Cancelliere Della Fabbrica Del Duomo" dai Deputati Sopra Alle Fabbriche Delle Città E Delle Chiese il 9 febbraio 1613, con stipendio di 260 planette.
La speranza era quella che la costruzione potesse proseguire velocemente e senza troppe e continue modifiche. Speranza evidentemente delusa, ed è da supporre che il Lantana dovette "ingoiare qualche rospo".